# Ajax (opéra)
Pour les articles homonymes, voir Ajax.
Ajax est un opéra du compositeur français Toussaint Bertin de la Doué sur un livret de Mennesson, créé en 1716 à Paris. L'histoire s'inspire du héros de la mythologie grecque Ajax (fils d'Oïlée), roi de Locride.

## Description
Tragédie lyrique en un prologue et 5 actes, l'orchestration d'Ajax peut être composée, en plus de douze voix solistes, de deux percussionnistes et d'une contrebasse.
Après sa création le 20 avril 1716 à Paris, et malgré une réception mitigée, l'ouvrage fut repris en juin 1726, qui rencontra alors vraisemblablement davantage de succès. Il y eut d'autres représentations en août 1742, en mai 1755 et en octobre 1770, notamment. L'œuvre fut jouée à La Monnaie en Belgique en 1723.

## Rôles
| Rôle                                         | Voix | Créateurs        |
| -------------------------------------------- | ---- | ---------------- |
| Ajax, Roy des Locriens                       |      | Mr Chassé        |
| Cassandre, Fille de Priam                    |      | Mlle Chevalier   |
| Corébe, Prince de Thrace, Amant de Cassandre |      | Mr Jelyotte      |
| Arbas, Confidant d'Ajax                      |      | Mr Berard        |
| Pallas                                       |      | Mlle Monville    |
| L'Amour                                      |      | Mlle Coupée      |
| La Discorde                                  |      | Mr Cuvellier     |
| La Grande Prêtresse de l'Amour               |      | Mlle Eeremans    |
| Un Grec                                      |      | Mr De la Tour    |
| Une Grecque                                  |      | Mlle Fel         |
| Deuxiéme Grecque                             |      | Mlle Bourbonnois |
| Une Matelotte                                |      | Mlle Bourbonnois |
| Chœur mixte                                  |      |                  |

## Sources
- Félix Clément et Pierre Larousse, Dictionnaire des Opéras, Paris, 1881, page 14.